# Ціфу Гожень
Ціфу Гожень (кит. трад.: 乞伏國仁; піньїнь: Qifu Guoren; помер 388) — засновник і перший імператор Західної Цінь періоду Шістнадцяти держав.

## Життєпис
Був сином Ціфу Сіфаня, вождя племені сяньбей, що проживало на півдні та південному заході сучасної провінції Ганьсу. Ціфу Сіфань був васалом Ранньої Цінь. 383 підбурив повстання дядько Ціфу Гоженя Ціфу Бутуй. Імператор Фу Цзянь наказав Ціфу Гоженю придушити повстання, однак той приєднався до свого дядька й 385 року заснував власну незалежну державу — Західну Цінь зі столицею в Юншічені (сучасний Ланьчжоу, Ганьсу).
Влітку 388 року Ціфу Гожень помер. Оскільки його син і спадкоємець, Ціфу Ґунфу, був ще малим, трон успадкував його брат Ціфу Ганьгуй.

## Девіз правління
- Цзяньї (建義) 385—388